# Ignazio Marino
Ignazio Marino (n. 10 martie 1955, Genova, Italia) este un politician italian.